# خطوط برق هوایی

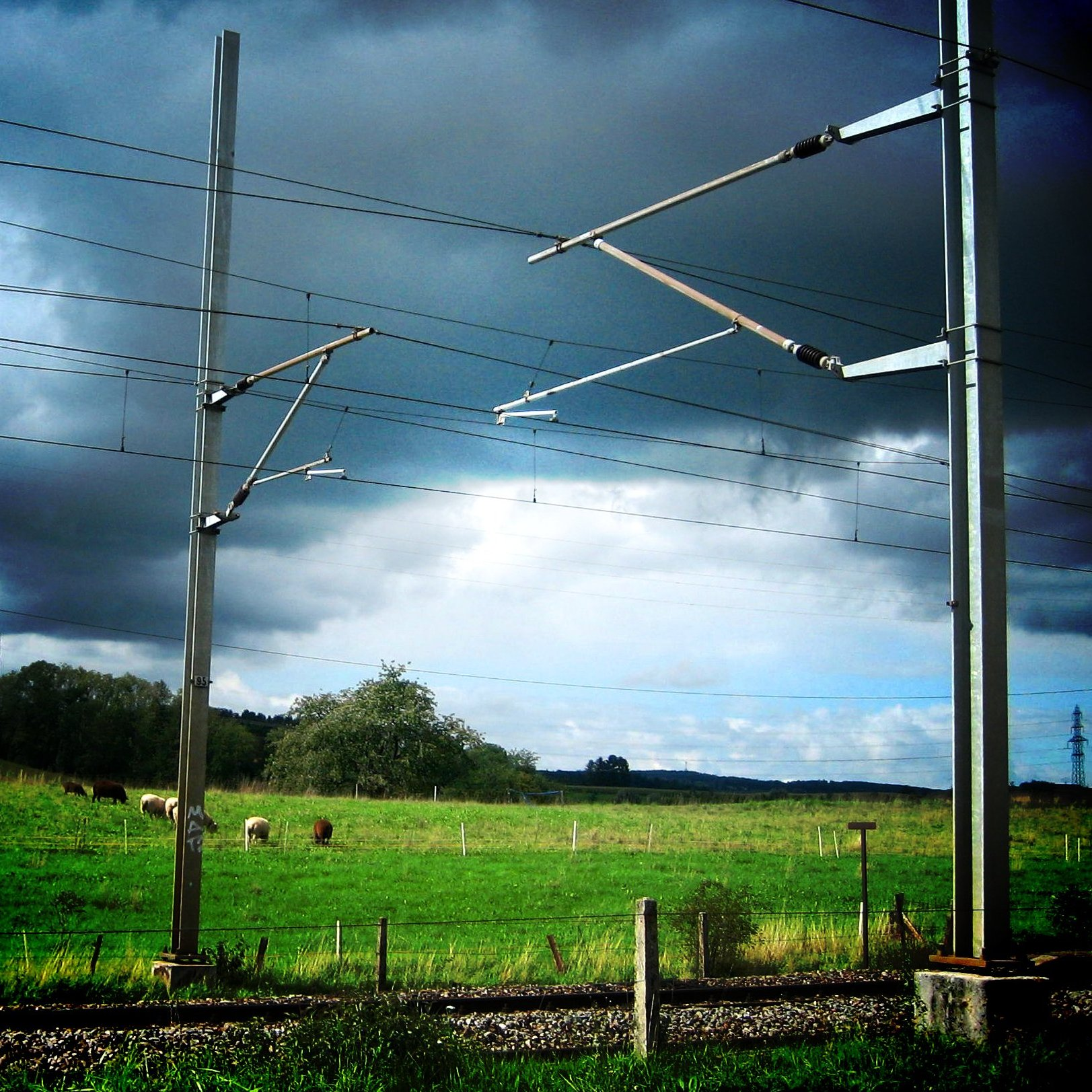
سیم‌های بالاسر قطار در سوئیس

سیم بالاسر به سیم‌ها یا کابل‌هایی که برای انتقال برق از یک نقطه تأمین انرژی به یک قطار، تراموا، یا واگن مترو بکار می‌رود می‌گویند.
برق این سیمها از طریق ایستگاه‌های تغذیه که در بازه‌های مشخص قرار گرفته تأمین می‌شود. خود ایستگاه‌های تغذیه معمولاً از یک شبکه برق ولتاژ بالا‌ تغذیه می‌شوند.